# دوغلاس إيه-1 سكاي رايدر
الإيه-1 سكاي رايدر (بالإنجليزية: A-1 Skyraider)‏ هي طائرة هجوم أرضي أمريكية من صنع شركة دوغلاس للطائرات. دخلت الطائرة الخدمة في الخمسينات وخرجت في السبعينات. على الرغم من انها كانت طائرة بدائية بالنسبة لعصرها وتطير بمحرك دوار وهو محرك احتراق داخلي في عصر المحركات النفاثة، إلا أنها تمتعت بتاريخ طويل وناجح نسبيا وكانت سببا في إنتاج الطائرة البطيئة النفاثة إيه-10 وور ثوج والتي ما زالت في الخدمة حتى الآن.

## التطوير
صممت الإيه-1 أساسا لتلبي متطلبات القتال من على متن حاملات الطائرات خلال الحرب العالمية الثانية لتكون طائرة بعيدة المدى، عالية الأداء، قاذفة وقاذفة طوربيدات. صمم الطائرة إد هاينمان من شركة دوغلاس للطائرات وهو نفس مصمم الطائرة اللاحقة إيه-4 سكاي هوك. طلبت السكاي رايدر في 6 يوليو 1944 واعطي النموذج الأولي التسمية XBT2D-1. طار النموذج الأولي لأول مرة في 18 مارس 1945، وفي أبريل 1945 بدأ تقييم الطائرة في مركز الاختيارات الجوية التابع للبحرية الأمريكية. في ديسمبر 1946، بعد أن أعطيت الاسم إيه.دي-1، تم البدء في تسليم أولى وحدات الإنتاج لتشكيلات البحرية.
صنعت الإيه.دي-1 في مصنع دوغلاس في جنوب كاليفورنيا. وصف طيار الاختبار «بيل بريدجمان» في مذكراته الروتين اليومي له في اختبار الطائرات والذي كان كثيرا ما يكون شديد الخطورة، فكان يجب عليه أن يختبر طائرات الإيه.دي-1 الصادرة من المصنع مباشرة وقال انه كان يتم تصنيع طائرتين يوميا لكي يتم تسليمهم للبحرية الأمريكية خلال عامي 1949 و1950.

## مواصفات الطائرة
الخصائص العامة
- الطول:  ()
- باع الجناح:  ()
- الارتفاع:  ()

الأداء